# Grote zwartwitmot
De grote zwartwitmot (Ethmia bipunctella) is een dagactieve vlinder uit de familie grasmineermotten (Elachistidae).
De spanwijdte bedraagt tussen de 19 en 28 millimeter.
Van mei tot en met september vliegen twee generaties. De belangrijkste waardplant van de rups is slangenkruid, maar ook gewone ossentong en planten uit het geslacht smeerwortel worden gebruikt. Het verpoppen vindt plaats in dood hout.
Het verspreidingsgebied beslaat Centraal- en Zuid-Europa, Noord-Afrika, Klein-Azië en het Noordoostelijke deel van Noord-Amerika. In Nederland en België is deze vlinder zeldzaam.